# Saracens
El Saracens Football Club es un equipo británico profesional de rugby con sede en la ciudad de Londres, Inglaterra, y que disputa la Premiership Rugby, el principal campeonato de rugby en aquella nación.

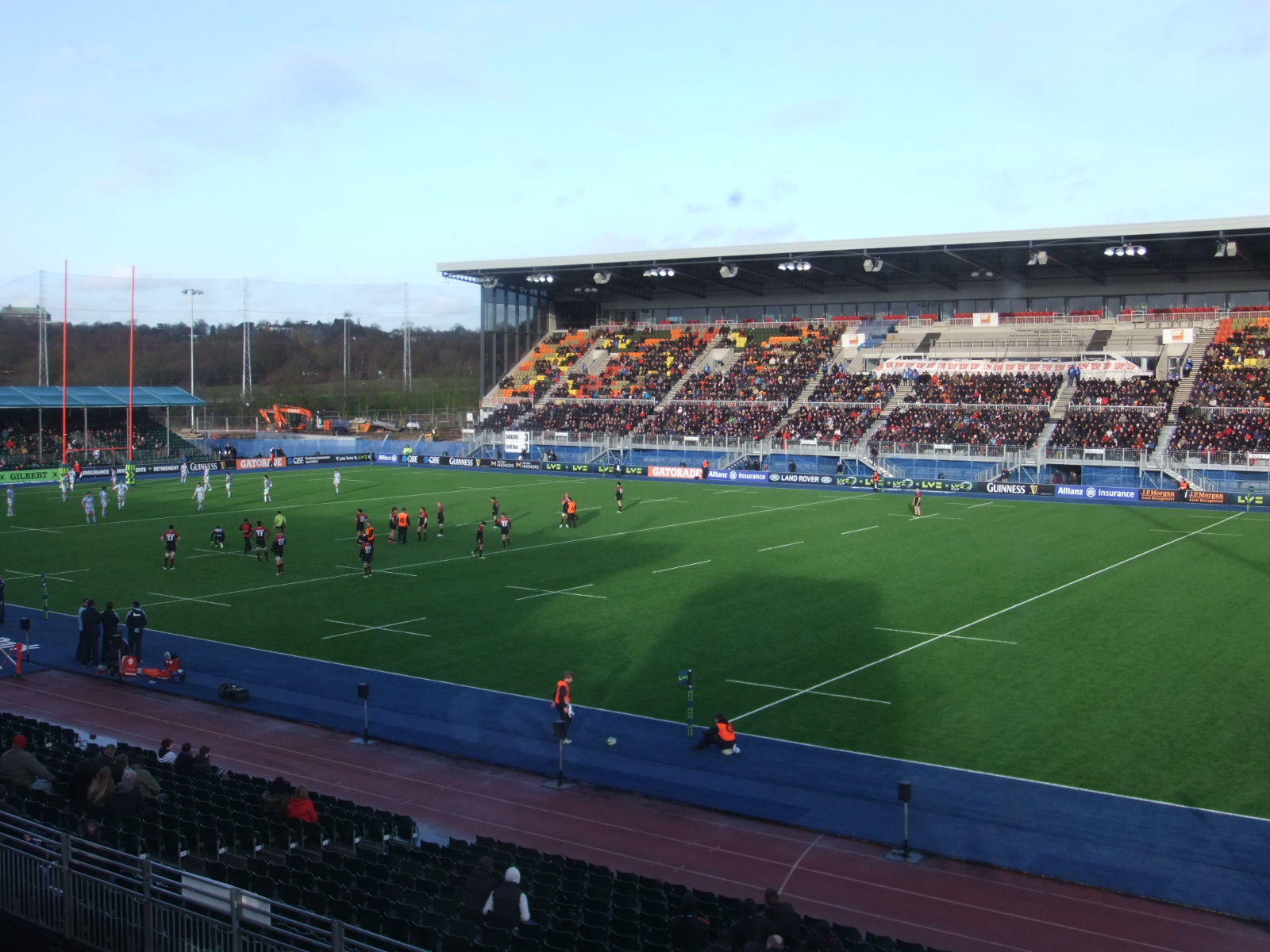
Imagen de Allianz Park

## Historia
Aparte de competir en la Aviva Premiership, los Saracens también han participado en la National Cup (EDF Energy Trophy) antes de que esta competición fuera restringida solo a los equipos de National Division. Además participa en las copas de rugby europeas (actualmente en la European Challenge Cup, pero también ha participado en la Heineken Cup) así como en la Copa Anglo-Galesa (LV= Cup). Sus colores son el negro y el rojo, su estadio es el Allianz Park, anteriormente jugaban en Vicarage Road y a sus aficionados y jugadores se les conoce por el nombre de "The Sarries".

### Orígenes
Los Saracens fueron fundados en el año 1876 por los Old Boys of the Philological School (antiguos alumnos de la facultad de filología) de Marylebone, Londres (más tarde se convirtieron en el St Marylebone Grammar School). Los Saracens se unieron con club "vecino" de los Crusaders dos años más tarde. Su nombre podría proceder del interés de sus promotores por mostrarse como un equipo invencible, como las tropas de Saladino, y en contraposición al nombre de sus vecinos: cruzados frente a sarracenos. En 1892 los Saracens se trasladaron desde Crown Lane, Southgate, a Firs Farm, Winchmore Hill y jugaron desde entonces en nueve diferentes campos antes de trasladarse en la temporada 1939-1940 a Bramley Road (aunque la guerra no les permitió jugar allí hasta 1945).
Después del partido inaugural frente a Blackheath tuvieron que esperar otros nueve años antes de que los Harlequins les ofrecieran ser incluidos en su calendario anual. Los Saracens encontraron dificultades para conseguir partidos contra equipos de primera clase ya que las instalaciones de Bramley Road eran "muy pobres".
El club produjo una gran cantidad de internacionales en la época anterior a la aparición de la liga, como el hooker John Steeds que fue cinco veces internacional por Inglaterra desde 1949 a 1950, Vic Harding como lock también fue internacional por Inglaterra durante 1961 1962 y George Sheriff una tercera línea inglés que jugó con el combinado de la Rosa en los años 1966 y 1967.
El club disfrutó de partidos con los clubes punteros durante muchos años y tuvo un momento particularmente bueno durante la década de 1970 cuando alcanzaron las semifinales de la National Cup (ahora conocida como EDF Energy Trophy). Los partidos "especiales" jugados durante esta época en Bramley Road incluyen el partido de 1971 contra un seleccionado internacional llamado: International XV. Fue una ocasión fantástica, con unos 5000 espectadores (la mayor afluencia de público en un partido de rugby union en el Norte de Londres de la época) que vinieron a observar un magnífico partido, cuyo resultado fue Saracens 34 - International XV 34.

### Las Courage Leagues
Tras unos años un poco negros durante los principios de la década de 1980, el club respondió al desafío que suponían las Courage Leagues, y con Floyd Steadman como capitán y Tony Russ como entrenador, ganaron la segunda división en 1989 con un récord de victorias del 100 %. Al año siguiente en primera división sorprendiero a todos quedando cuartos de la liga justo detrás de los Wasps, Gloucester y Bath.
Pero, en el corto espacio de dos años, los Saracens perdieron a la gran mayoría de su equipo: Leonard fue a los Harlequins, Ryan a los Wasps y Clarke a Bath y se convirtieron rápidamente en una "guardería" para los equipos más prestigiosos. En la temporada 1992-1993 la liga se reestructuró y los Saracens, junto con otros tres equipos, fueron relegados a la National Division One. La siguiente temporada (1993-1994) los Saracens acabaron terceros y no pudieron participar en los partidos de ascenso pero al año siguiente acabaron campeones y volvieron a la primera división del rugby inglés. Su existencia en la primera división peligró durante la campaña 1995-1996 cuando acabaron en los puestos de descenso junto con West Hartlepool pero se salvaron por la ampliación de la liga de 10 a 12 equipos.

### La época profesional

#### Temporada 1996-1997
En noviembre de 1995 los Saracens consiguieron el apoyo financiero de Nigel Wray y esto permitió al club reclutar gente como Michael Lynagh, Philippe Sella, Francois Pienaar y el argentino Christian Martin. Los Saracens se trasladaron al campo del Enfield F.C., en Southbury Road, y comenzaron la nueva temporada con una victoria sobre los favoritos al títulos los Leicester Tigers pero solo acabaron séptimos, justo perdiendo la clasificación para la Heineken Cup.

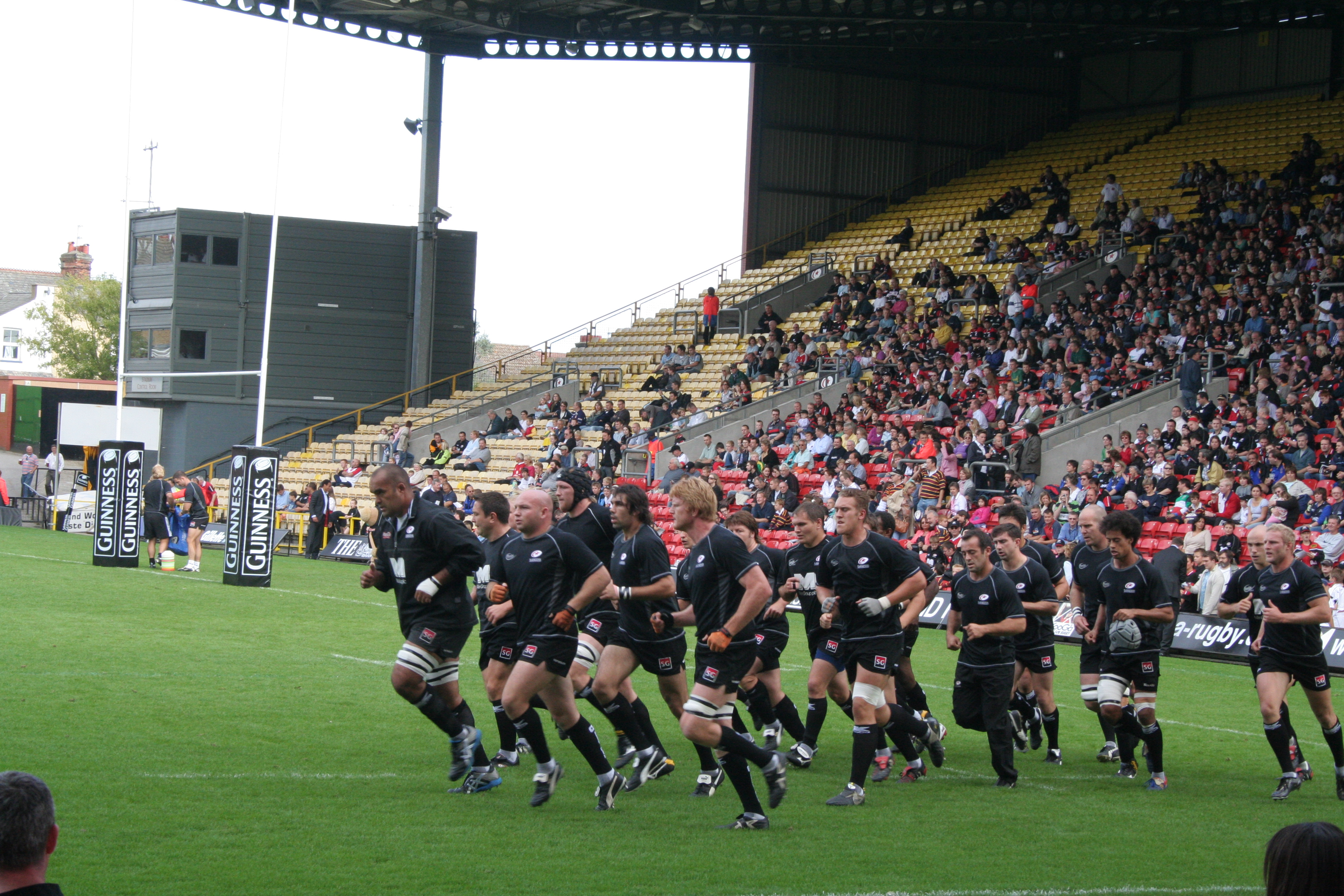
Los Saracens en un partido en casa.

#### Temporada 1997-1998
La temporada 1997-1998, fue un año para enmarcar. Comenzaron con un contrato para compartir el campo del Watford F.C. y su estadio para 22 000 espectadores sentados: Vicarage Road Stadium, en el que continúan en la actualidad. La designación de Peter Deakin como Director de Marketing hizo que los Saracens salieran en todas las cadenas de radio y televisión así como en revistas y periódicos y, con la ayuda de una pequeña cantidad de antiguos seguidores, comenzó el "Año del Fez".
Se contrataron a jugadores como Danny Grewcock, Roberto Grau, Gavin Johnson y Ryan Constable uniendo sus fuerzas junto con el talento de los canteranos Tony Diprose, Richard Hill y Steve Ravenscroft para formar un equipo que demostró una fuerza significativa perdiendo solo 3 partidos durante la temporada regular y acabando segundo en la Premiership, quedando muy cerca del vencedor: el Newcastle, otro equipo que había mejorado gracias a los cambios que trajo el profesionalismo. Hay que remarcar que Newcastle no ha repetido este éxito desde entonces.
El premio de consolación por haber perdido el título de liga por tan poco, vino en la entonces Copa doméstica principal, la Tetley Bitter Cup (que más tarde se convirtió en la Copa Anglo-Galesa). Los Saracens vencieron en la final a los Wasps por un resultado de 48-18 en Twickenham, igualando el récord de la final de copa de Bath marcando 48 puntos. Su camino hacia el título incluyó una victoria por 59 puntos sobre Blackheath, una victoria sobre Leicester por 14-13, una victoria en cuartos de final sobre Richmond por 36-30, seguida por una victoria sobre Northampton en semifinales. Fue el mayor trofeo que los Saracens han ganado en sus 122 años de historia y ningún trofeo han conseguido desde entonces. El juego que desarrollaron también fue notable para ser el último partido de competición para dos leyendas del deporte, Lynagh y Sella; alguno años más tarde estos dos mismos jugadores se convirtieron en los primeros miembros en pertenecer al Salón de la Fama de los Saracens (Saracen's Hall of Fame).

#### Temporada 1998-1999
Tras un comienzo de temporada muy sólido, los Saracens se vinieron abajo en diciembre cuando perdieron en casa incomprensiblemente contra los antepenúltimos de la tabla, los London Scottish, pero con una victoria frente a Bedford y West Hartlepool y un empate contra los Wasps se vio que aún seguían de cerca a los líderes, los Leicester Tigers. Sin embargo, la segunda mitad de la liga condujo a los Saracens al octavo puesto de la liga, dejándoles fuera de las competiciones europeas tras cuatro derrotas consecutivas, terminando finalmente como tercero de los mejores equipos londinenses.

#### Temporada 1999-2000
En la temporada 1999-2000 se vio como grandes jugadores de renombre recalaron en Vicarage Road como Mark Mapletoft, Thierry Lacroix, Scott Murray y Dan Luger uniéndose al club junto con Darragh O'Mahony y Julian White. Con la plantilla diezmada debido a la Copa del Mundo y que la primera participación en la Heineken Cup no fue muy satisfactoria. Perdieron tres partidos por un par de puntos en los últimos segundos y no llegaron a cuartos de final.
A falta de unos pocos partidos para el final de la liga parecía posible que fallaran en la clasificación para competición europea otra vez, pero Kyran Bracken volvió tras una lesión que le mantuvo fuera durante diez meses para inspirar a los Saracens y que estos consiguieran la cuarta plaza y con ella la clasificación para la Heineken Cup.

#### Temporada 2000-2001
El comienzo de la temporada 2000-2001 también fue difícil. En octubre los Saracens se habían apeado ya de la Heineken Cup tras perder en Cardiff y con la llegada de los Test Matches de otoño el equipo perdió a todos sus internacionales, que se unieron a la lesión en el tendón de Aquiles que sufrió Thomas Castaignède.
Los resultados fueron en declive rápidamente y consiguieron una quinta plaza que los dejaba fuera de la Heineken Cup.

#### Temporada 2001-2002
La nueva temporada trajo muchos cambios, con jugadores como Luger, Grewcock, White, Wallace y, y para consternación de su leal club de fanes, Tony Diprose, que dejaron el equipo. Añadiendo además que las noticias sobre la lesión de Castaignède que decían que iba a perderse casi toda la temporada y que debilitaba aún más al equipo, Francois Pienaar, que tenía ahora el completo control en las operaciones de entrenamiento y contratación de jugadores apostó por jugadores jóvenes que vinieran al club.
Tras un comienzo de temporada razonable los Saracens se encontraron a sí mismos en los puestos de privilegio en los que estaban acostumbrados a estar pero después de los Test de otoño, otra vez, las convocatorias de los Saracens fueron debilitadas drásticamente. A comienzos del nuevo año, los Saracens estaban de nuevo flirteando con el peligro de descenso, y también fuera de todas las competiciones. Esto hizo que la moral se hundiese y Pienaar dejó sus varios roles dentro del club tras cinco años.
Con la pérdida del entrenador, los jugadores más mayores cogieron el cargo, el problema moral pareció haber pasado, pero los resultados siguieron siendo pobres y los Saracens acabaron en la décima plaza.

#### Temporada 2002-2003
Tras la salida el año anterior de Pienaar, y acabar el año en décima posición y sin entrenador, para esta temporada se contrata a la leyenda All Black Wayne Shelford. La plantilla vio la incorporación de jugadores como Andy Goode, Christian Califano, Craig Quinnell.
Como en una repetición de las anteriores temporadas, los Saracens comenzaron venciendo a Bath y Bristol, en un principio de liga alentador. Sin embargo, otra vez, sonadas derrotas, esta vez con sus rivales londinenses, Wasps y Irish, parecieron reducir la confianza del equipo, tanto que otra vez a principios del nuevo año los Saracens estaban muy cerca de los puestos de descenso, con el único consuelo de su camino impresionante en la Parker Pen Cup.
El club otra vez estuvo cerca de la cola de la tabla al final de la temporada, pero las victorias sobre Bristol y sobre Sale le aseguraron la quinta plaza de la clasificación que los clasificaron, de forma inverosímil para las finales de la temporada, y le aseguraron una plaza en el sistema de play-off de la European Cup. Una confortable victoria en las semifinales frente al cuarto clasificado, el Leeds, en el partido de semifinales les llevó a una sorprendente final contra Leicester.
Final que con temperaturas asfixiantes en Franklin's Gardens, hicieron que los 80 minutos no fueran suficientes para decidir al vencedor ya que un último empujón de los Saracens hizo que estos empataran a 20-20. Sin embargo, en los últimos segundos un ensayo de Neil Back le dio el título a los Leicester Tigers, aunque pareció que los Saracens se volvieron a encontrar con su espíritu guerrero.

#### Temporada 2003-2004
El último empujón parece que no fue suficiente para que Shelford salvara el puesto, y él y la mayoría de su equipo de entrenadores pagaron el precio de la débil temporada, siendo reemplazados por el experimentado jugador de Australia y Leicester Rod Kafer, que en ese momento era un relativo novato en el puesto de entrenador, para la temporada 2003-2004. Se contrataron a jugadores clave como el fiyiano Simon Raiwalui, el antiguo capitán francés Raphael Ibáñez, el Springbok Cobus Visagie y el All Black Taine Randell.
Sin embargo, el cambio de caras no hizo que se cambiara la inconsistencia mostrada en las anteriores temporadas, siguiéndose el mismo guion que años anteriores. Una vez más, las primeras rondas mostraron la falsa sensación de que los Saracens se habían encontrado a sí mismos en el top 3 de la tabla, y otra vez le sentaron mal las llamadas internacionales con motivo de la Copa del Mundo de 2003 que les hicieron volver al fondo de la clasificación. Situación que no era peor por la gran diferencia entre ellos y el último clasificado Rotherham. La vuelta triunfal de Richard Hill y Kyran Bracken de la Copa del Mundo, trajo algo de mejoría en las convocatorias y en los partidos de la segunda vuelta, pero aun así tuvieron que conseguir una rara victoria fuera de casa frente a London Irish para obtener el décimo puesto de hace dos temporadas.

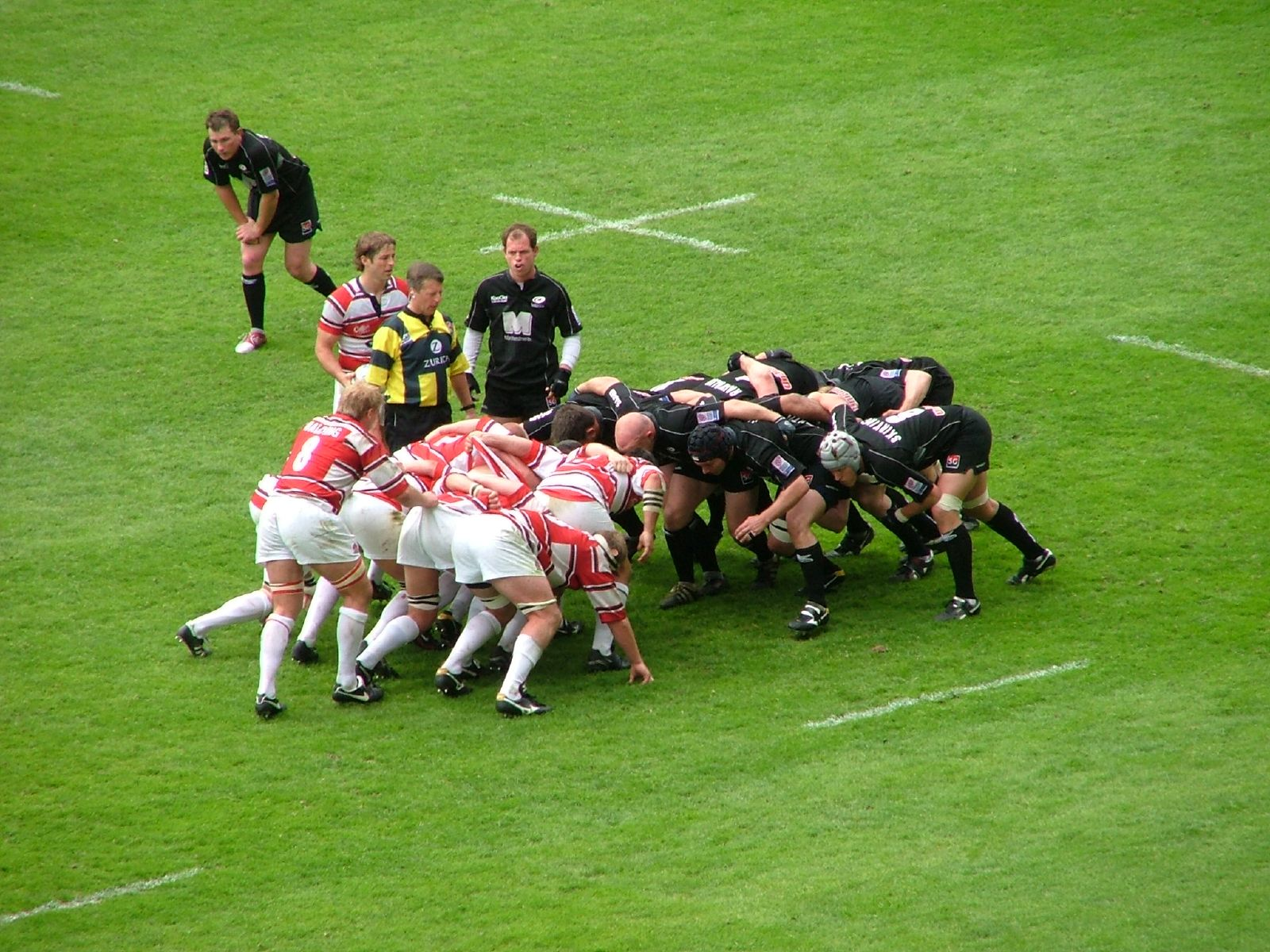
Melé en un partido Saracens vs. Gloucester.

#### Temporada 2004-2005
En la temporada 2004-2005 la plantilla fue fuertemente reforzada, por primera vez cambiaron su política de fichajes extranjeros por una basada en jugadores ingleses, posiblemente motivados por los efectos que tuvieron en años anteriores las llamadas internacionales a sus jugadores. Llegaron Kevin Yates, Iain Fullarton, Alex Sanderson, Dan Scarbrough y Hugh Vyvyan, mientras que Matt Cairns volvió al club y Steve Diamond llegó como entrenador de delanteros. Otra contratación que se ha convertido en una parte muy importante de la línea de los Saracens ha sido el apertura neozelandés Glen Jackson.
La temporada comenzó de la mejor manera posible, consiguiendo una victoria contra los campeones de la anterior temporada, los London Wasps durante el primer "London Double Header" en Twickenham. Otra vez, sin embargo, la "maldición del invierno" volvióo a azotar a los Saracens, que tras algunos partidos inconsistentes, Diamond se hizo cargo del puesto de entrenador sustituyendo a Kafer. El nuevo año, otra vez, trajo una cadena de partidos convincentes que tras una larga racha sin perder, se consiguió acabar el año en la parte alta de la tabla, en el quinto lugar.
De nuevo, con la clasificación para la European Cup en juego, vencieron, tal y como habían comenzado el año, en Twickenham a Worcester. La clasificación a la Heineken Cup, sin embargo, fue asegurada tras un postrero ensayo frente a Gloucester en el último partido.

#### Temporada 2005-2006
Durante la temporada 2005-2006 se produjo un cambio de responsabilidades dentro del grupo de entrenadores, Diamond se convirtió en el director de Rugby y el entrenador de los tres cuartos Mike Ford, tomó la responsabilidad de entrenar a los delanteros. Al contrario que en las temporadas anteriores, los Saracens perdieron su primer partido en el partido del Double Header frente a los Wasps, pero al contrario de algunas temporadas anteriores, esto no provocó una racha de malos resultados, y además hasta diciembre los Saracens prograsaron bien. Sin embargo, la temporada de Navidad trajo el comienzo de un hundimiento en la clasificación debido a la forma de sus jugadores y los llevó a un final de campeonato en el que las posibilidades de descenso eran muy reales.
Diamond fue apartado de sus funciones y Ford tomó el completo control del equipo, con Eddie Jones, antiguo seleccionador de los Wallabies, como ayudante-consejero. Mejoraron los resultados, y una victoria fuera en casa de los Sale Sharks, que ganaron esa temporada el título de liga, dio la clasificación para la Heineken cup del año siguiente.
Aunque, unos pocos malos resultados al final de la temporada quitaron un poco de brillo a su temporada haciendo que quedaran en décima posición. Además, el final de la temporada trajo consigo el final de la carrera del gran jugador sarrie Kyran Bracken.

#### Temporada 2006-2007
Antes del comienzo de la temporada se le ofreció a Mike Ford un sitio en el equipo técnico de la selección de Inglaterra y por ello se contrató al antiguo entrenador de Leinster, Munster y Australia Alan Gaffney como entrenador para la temporada 2006-2007. Dentro de las nuevas contrataciones llegó el jugador de Sudáfrica, Neil de Kock, un jugador que fue en gran parte responsable de la mejor temporada del club desde el año 2000. Otra vez, por segundo año consecutivo, los Sarracens fueron derrotados por los Wasps en el nuevo comienzo de la liga: el London Double Header.
Tras esta derrota, se consiguió un buen empate fuera frente al Bristol teniendo en cuenta la gran temporada que hizo el Bristol ese año, antes de eso se aseguró un punto de bonus en la victoria frente a los Newcastle Falcons. Siguiendo una racha que ofreció una dosis de moral debida a los buenos resultados obtenidos en la que perdieron solo tres partidos entre octubre y marzo. Ningún resultado individual pudo producir la reacción tan positiva que trajo la vuelta del gran jugador inglés Richard Hill, con los aficionados de ambos clubes dando una enorme ovación a Hill, tras la lesión de rodilla que lo tuvo apartado de los terrenos de juego durante 18 meses, además, para rematar la faena, consiguió un ensayo.
En este periodo también se vio la tan esperada llegada del antiguo capitán del equipo de Rugby League (o rugby a XIII) de Gran Bretaña, Andy Farrell, que jugó inicialmente de flanker, pero después de centro, posición con la que debutó con la selección inglesa.
A medida que avanzaba la temporada, la plaza para los play-offs de la Premiership parecía más real, los Saracens también avanzaron bien en la European Challenge Cup. Donde se clasificaron para los cruces de grupos como segundos. En los cuartos de final empataron fuera contra Glasgow y una victoria en casa les dio la oportunidad de enfrentarse a Bath en las semifinales, con los que perdió tras estos haber sido semifinalistas el año anterior.

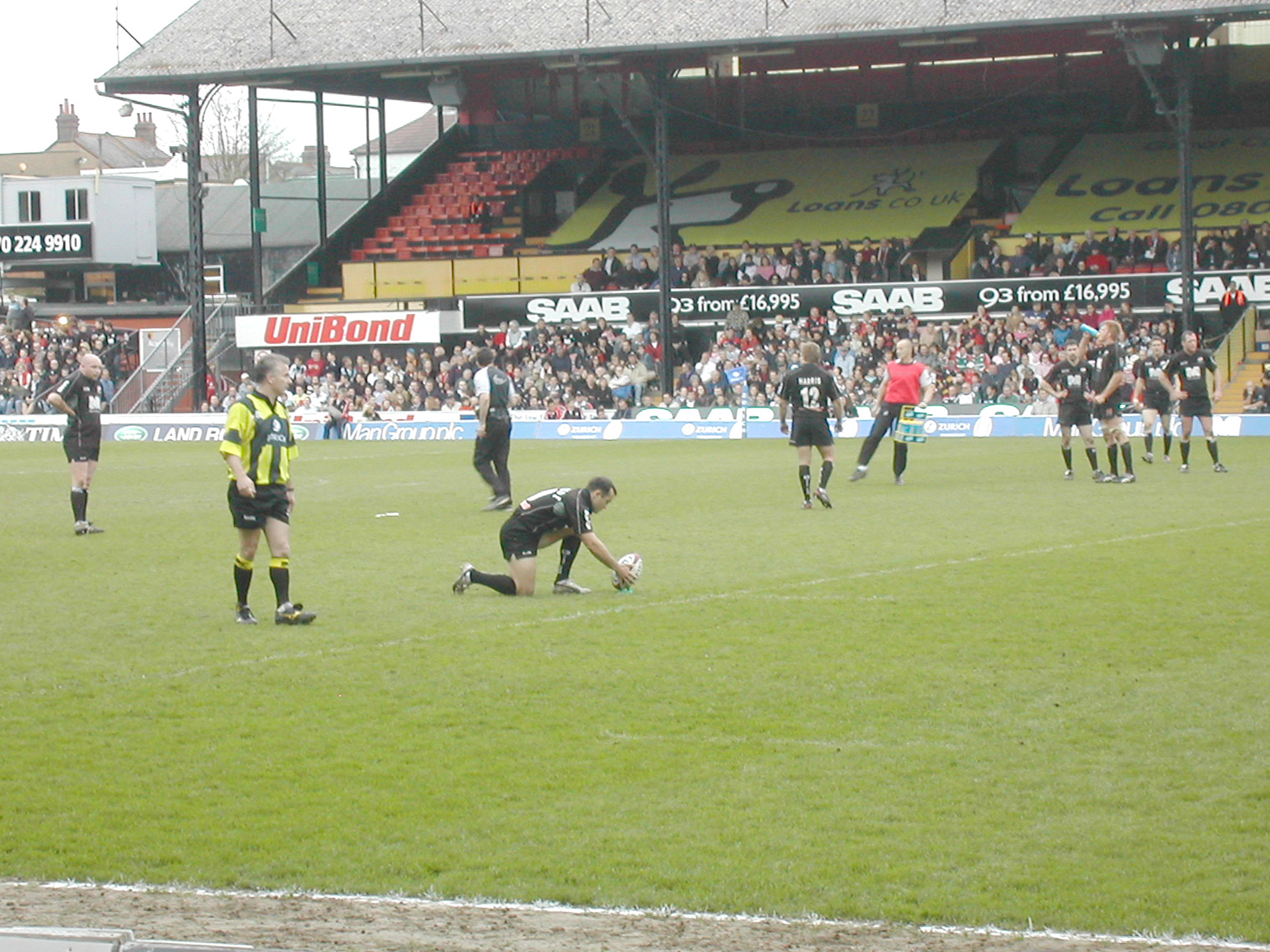
Glen Jackson preparándose para lanzar a palos

Los resultados en la Premiership marcaron el camino de los Saracens, teniendo la posibilidad de acabar en cualquier puesto del segundo al quinto cuando ya se acercaban los últimos partidos de la fase regular. Esto se resolvió tras un día de partidos en los que la mayoría de los cuales iba a traer importantes consecuencias en términos de posiciones en la parte alta de la tabla, y tras este día los Saracens se clasificaron para sus primeros playoffs en la Premiership, mandando a los Wasps a una extraña quinta plaza, y excluyéndolos así de los playoff por el título.
La campaña acabó con una dura derrota en Gloucester, aunque, la temporada completa representó un avance significativo en comparación con los años anteriores. Después del final de la campaña se reconoció el éxito en lo personal de Glen Jackson, quien consiguió el récord de puntuación de la temporada al marcar 400 puntos en la liga y, gracias a su regularidad y al alto nivel mostrado en los partidos casi todas las semanas, le fue concedido el premio PRA al Jugador del Año que otorga la Asociación de Jugadores Profesionales de la Premiership. La nota triste fue que Thomas Castaignède, uno de los más longevos y populares jugadores del club decidió terminar su carrera rugbística tras entretener con su rugby tanto a los aficionados de los Saracens como a los de Francia durante años.

#### Temporada 2007-2008
La preparación para la temporada 2007-2008 mostró que hubo menos altas y bajas en la plantilla, reflejando la relativamente sólida campaña 2006-2007. En el capítulo de altas destacan la del apertura Gordon Ross, para sustituir a Glen Jackson en caso de lesión, y la del springbok Brent Russell. Sin embargo, la más reseñable es la del segunda línea de los All Black Chris Jack, considerado el mejor en su posición por muchos y que se incorporó al equipo tras la Copa del Mundo de 2007, que fue contratado para ver si Jack ofrecía su solidez en el line-out, una de las áreas que más necesitaba mejorar el equipo.
La temporada comenzó con las bajas por lesión sufridas en la pretemporada de Glen Jackson y Brent Russell, aunque estas bajas significativas no se notaron en exceso ya que se comenzó ganando otra vez a los Wasps en el London Double-Header. Sin embargo, en el primer partido en casa lo perdieron frente al Gloucester, a pesar de haber comenzado ganando al Leeds fuera. Esto no empañó el comienzo de temporada y los Saracens llegaron terceros en la clasificación al parón de otoño por la Heineken, la EDF Energy Cup y los Test Matches, pero con el tercer peor balance defensivo. Su buena racha continuó tras este paréntesis en la liga, aunque se siguió notando negativamente su pobre bagaje defensivo, encajando muchos puntos a pesar de las victorias. Finalmente, y tras una serie de derrotas, acabaron la temporada como octavos, lo cual no les dio derecho ni a clasificarse para los Play-Off ni para volver a jugar al año próximo la Heineken Cup.
La primera ronda de la EDF Energy Cup mostró un equipo seguro y compacto que ganó con bonus ofensivo los dos primeros partidos frente a Leeds y Bristol, liderando el grupo con el máximo de puntos ante el difícil partido frente a los Llanelli en Gales. No lograron ganar, otra vez, en Gales pero consiguieron un valioso punto defensivo que les hizo seguir adelante en la competición y clasificarse para las semifinales de la Copa Anglo-Galesa por primera vez en toda su historia, por delante de los Llanelli Scarlets. En las semifinales se enfrentaron a los Ospreys, que les infligieron una derrota sangrante por 30-3, apeándoles de la competición.
Gracias a una temporada 2006-2007 buena, los Saracens volvieron a la máxima categoría del rugby continental y jugaron la Heineken Cup, encontrándose de nuevo, como el año anterior en la European Challenge Cup, con los escoceses del Glasgow Warriors. También se enfrentaron en el grupo al Biarritz Olympique francés y al Viadana italiano. Consiguieron vencer en su grupo de la Heineken, y, además en convertirse en el mejor equipo de la fase de grupos al obtener 24 puntos y la mayor cantidad de ensayos y diferencia de puntos a favor. La eliminatoria de cuartos los enfrentó, curiosamente, a los Ospreys, con los que se vengaron por la derrota en la EDF Energy Cup, venciéndoles por 19-10, pasando de este modo a semifinales. En las semifinales se enfrentaron al Munster, que se convertiría en el vencedor del torneo, con el que perdieron por un ajustado 16-18.
En el plano técnico destaca la incorporación del Wallaby Eddie Jones, que se hizo cargo del equipo, sucediendo en el puesto a Alan Gaffney.

#### Temporadas 2008-2014
En la temporada 2010-2011 quedaron campeones de la premiership y en el año 2014 subcampeones de la heineken cup al perder la final contra el Toulon.

#### Temporada 2014-2015
Gran temporada que finalizó ganando la Aviva premiership y la LV=cup. Cayó en semifinales de la European Rugby Champions cup.

#### Descenso
En noviembre de 2019 tras una investigación se descubre que Saracens había incumplido las normas de gasto presupuestario en temporadas anteriores por lo que se le castiga con la pérdida de 35 puntos y una multa de 5 millones de libras. Tras diversas investigaciones se determina en descenso administrativo del club a segunda división.

## Palmarés

### Torneos internacionales
- Copa de Campeones de Europa (3): 2015–16, 2016–17, 2018-19
- Subcampeón Copa de Campeones Europeos de Rugby (1): 2013-14

### Torneos Nacionales
- Premiership Rugby (6): 2010–11, 2014–15, 2015–16, 2017–18, 2018-19, 2022-23
- Anglo-Welsh Cup (2): 1997-98, 2014-15
- RFU Championship (3): 1988-89, 1994-95, 2020-21
- Premiership Sevens (3): 2010, 2018, 2019
- Subcampeón Premiership (4): 1997–98, 2009–10, 2013–14, 2021–22